# Меностан
Меностан — персидский принц из рода Ахеменидов, племянник Артаксеркса I, сын сатрапа Вавилонии и брата Артаксеркса Артария.

## Биография
Около 445 года до н. э. Меностан командовал персидской армией в походе против восставшего сатрапа Сирии Мегабиза, но был ранен и разбит так же, как и предыдущий полководец Усирис. В 444 году до н. э. отец Меностана Артарий принял участие в процессе примирения Артаксеркса I с Мегабизом.
В 424 году до н. э. умер Артаксеркс I. На престол взошёл его сын Ксеркс II, но он находился у власти всего 45 дней, после чего был убит группой заговорщиков во главе со своим братом Секудианом. Меностан был среди этой группы и, после провозглашения Секудиана царем, был назначен азабаритом.
Несмотря на все попытки Меностана убедить Секудиана не верить торжественным обещаниям и клятвам его брата и соперника в борьбе за престол Оха (принявшего имя Дарий II), Секудиан поверил, был арестован и казнен путём бросания в пепел. Меностан был арестован в числе иных сторонников Секудиана, но покончил с собой до того, как был казнён.